# Architecture mauresque
Ne doit pas être confondu avec Architecture néo-mauresque.

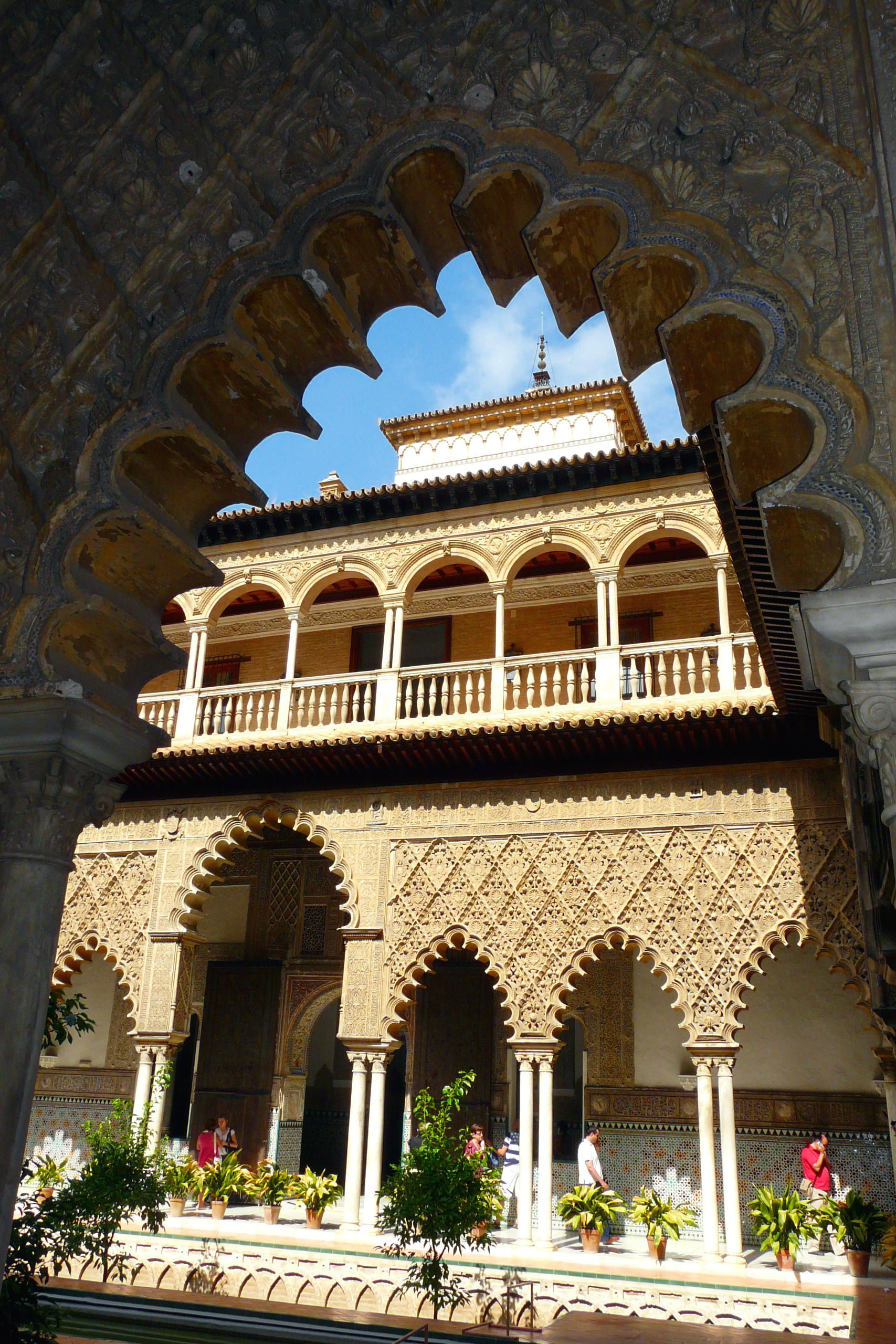
L'Alcazar de Séville.

L'architecture mauresque, également appelée architecture arabo-andalouse, est un style architectural arabo-musulman développé en al-Andalus (les territoires de la péninsule Ibérique sous domination arabe entre 711 et 1492) ainsi que dans le Maghreb, englobant les actuels Maroc, Algérie et Tunisie.
Ce style a profondément influencé l’architecture ibérique et continue d’imprégner le patrimoine architectural du Maghreb. Des monuments emblématiques tels que l’Alhambra de Grenade, la Mosquée de Cordoue ou encore la Medersa Ben Youssef de Marrakech illustrent la richesse et la complexité de l’architecture mauresque.

## Histoire
L'architecture arabo-andalouse trouve ses origines au début du VIIIe siècle, à la suite de la conquête ommeyade de l'Espagne en 711. Ce style architectural sera élaboré et créé par les Arabes en particulier sous la direction du calife Abd al-Rahman Ier. Selon l'historienne Marianne Barrucand, il n’est pas exagéré de dire que les goûts et l’esthétique d’Abd al-Rahman Ier marqueront toute l'architecture mauresque, notamment avec la construction de la Grande Mosquée de Cordoue (785), un symbole majeur de l'architecture arabo-andalouse.
L'architecture arabo-andalouse est un processus de fusion de diverses influences, sur une base d'arabesques et de motifs traditionnels arabes se mêlent des éléments Ibéro-romains, syro-romains, byzantins et persans pour former un style singulier. Barrucand souligne que bien que nourri d’influence diverses, l’art arabo-andalou s’est très vite distingué pour élaborer un style unique au fil des siècles, avec des caractéristiques reconnaissables telles que l'arc en fer à cheval , les jardins de riad (jardins de cour avec une division symétrique en quatre parties), minarets carrés (cuboïdes) et motifs géométriques arabesques élaborés en bois, stuc et carrelage (notamment zelliges),,.
Au fil des siècles, l'architecture arabo-andalouse a été profondément influencée par plusieurs dynasties, notamment les Omeyyades de Cordoue ainsi que les Hammudides les Nasrides ou encore les Houdides qui ont perfectionné et enrichi cet héritage architectural. Ce style se distingue de l’architecture islamique plus orientale en ne favorisant pas les grandes voûtes ou dômes, mais en mettant l'accent sur l’intimité et la lumière intérieure, privilégiant des espaces harmonieusement proportionnés et une ornementation raffinée. Fidèle aux principes de l’aniconisme religieux des arabes, il se caractérise par l'usage sophistiqué de motifs géométriques, arabesques et de calligraphie, exprimant un idéal esthétique et spirituel propre lui même,,,.
Les villes comme Grenade, Séville, Marrakech, Fès et Tlemcen sont des exemples emblématiques où ce style a été particulièrement développé. Comme le souligne Jean-Michel Morel dans son ouvrage "L'architecture islamique en Afrique du Nord", cette architecture s’est aussi propagée au Maghreb, mais elle a évolué en un style spécifique sous l'impulsion des dynasties local. Si l’architecture du Maghreb occidental (Maroc, Algérie) et celle d'al-Andalus partagent des racines communes, il existe des spécificités régionales, qualifiées par Jean-Michel Morel comme marquées par un lien évident à la culture arabe.
Enfin, l'architecture arabo-andalouse ne se contente pas d'un style décoratif. Elle reflète également une vision du monde profondément enracinée dans la culture islamique arabe, où la symétrie, les éléments aquatiques (fontaines et bassins) et les jardins luxuriants symbolisent le paradis terrestre, une vision qui est au cœur de cette architecture. Comme le mentionne Doris Behrens-Abouseif dans la structuration de l’espace en cour, le jeu de lumière et d’ombre, ainsi que les matériaux utilisés, sont tous empreints de significations culturelles et religieuses ancrées dans l’héritage arabe.

## Contexte historique
L'essor de l'architecture mauresque est intimement lié à l'histoire d'al-Andalus. En 711, les troupes ommeyades, sous la conduite de Tariq ibn Ziyad et Moussa Ibn Noçaïr, traversent le détroit de Gibraltar et entament la conquête de la péninsule Ibérique. Cette période voit l'établissement d'un émirat omeyyade à Cordoue, fondé par Abd al-Rahman Ier en 756. Né à Damas en 731, Abd al-Rahman Ier, également surnommé "l'Exilé" ou "Faucon des Quraych", fuit la chute de la dynastie omeyyade à Damas pour établir une nouvelle entité politique en al-Andalus. Son règne marque le début d'une ère de prospérité culturelle et artistique, où l'architecture devient un vecteur essentiel de l'expression du pouvoir et de l'identité arabo-musulmane.

## Étymologie
Le terme « mauresque » vient de la désignation européenne occidentale historique des habitants musulmans de ces régions comme « Maures ». Les références savantes sur l'architecture Arabo-Andalouse font souvent référence à cette tradition architecturale par une désignation plus géographique, comme l'architecture de l'Occident islamique ou l'architecture des terres islamiques occidentales, et certaines références sur l'art et l'architecture islamiques considèrent que l'utilisation du terme « mauresque » est dépassée ou contestée,,,
L'adjectif « maure » ou « mauresque » est utilisé pour décrire de manière imprécise, mais identifiable, un style d'art considéré comme provenant des Arabes ou même des Musulmans arabisé en général. En architecture, l'expression art mauresque a été appliquée à des exemples tels que l'Alhambra de Grenade, La Giralda et l'alcazar de Séville. La phase la plus ancienne de l'architecture de la Renaissance en Espagne, connue sous le nom de Plateresque, est considérée comme ayant subi l'influence de l'art mauresque.

## Art nasride
L'Art Nasride se caractérise majoritairement dans les palais Nasrides que l'on peut retrouver sur le site de L'Alhambra. Celui ci prend forme à partir du développement de la dynastie arabe des Nasride fondé par Muhammed Ier.
Elle constitue ce qu'on appelle l'architecture islamique. L'art Nasride est un art non figuratif, iconique et très chargé. L'architecture des palais Nasrides est constituée à partir d'un plan de type rectangulaire. Les décors prennent forme à partir de panneaux en céramiques polychromes ou sous forme de mosaïques. La géométrie est énormément sollicités dans la conception des décors. On y retrouve notamment des motifs végétaux mais également des images zoomorphes. L'art Nasride cherche à travers la surcharge de décor à véhiculer cette image de splendeur et de supériorité auprès des visiteurs.L'Alhambra était le siège résidentiel des rois Maures, et il se devait par son architecture et son décor de mettre en avant le statut royale qu'occupaient les rois à cette époque pour affirmer leur autorité et leur richesse. L'Alhambra de Grenade est considéré comme étant l'un des exemples monumentaux de l'explosion artistique de l'art Nasride.

## Édifices mauresques remarquables

### En Algérie
En Algérie, l’architecture mauresque est un art ancestral qui est presque omniprésent dans les mosquées historiques, les médersas et les mausolées dont voici quelques exemples remarquables :
- la Mosquée de Sidi Bellahsen est une mosquée Zianide édifiée en 1296 sous le règne d'Abu Said Uthman I, deuxième Sultan Zianide ;
- la Mosquée d'El Mechouar est une mosquée dans la citadelle d'El Mechouar construite sous le règne du 4e Sultan Zianide , Abou Hammou Moussa Ier ;
- la Médersa Tachfinia, une université islamique fondée en l’an 1320 par le 5e Sultan Zianide, Abû Tâshfîn. Elle fut détruite par la France en 1873 ;
- la Grande Mosquée de Tlemcen, une mosquée almoravide du XIIe siècle dont le minaret a été édifié par le Sultan Zianide, Yaghmoracen Ibn Zian ;
- le Djamaa el Kebir, une mosquée à Alger construite par les Almoravides, le minaret a été construit sous le Sultan Zianide Abu Taschufin ;
- la Grande Mosquée de Nedroma est une mosquée almoravide dont le minaret a été édifié par la population locale de Nedroma, un architecte nommé Mohamed el-Sisi ;
- la Mosquée Sidi Boumediene est une mosquée algérienne à Tlemcen construite par les Mérinides dans un style Zianide en 1339 dédiée à un soufi andalou nommé Abu Madyane ;
- la Mosquée de Sidi Bou Merouane est un édifice construit sous le règne de Sultan Zirid Al-Muizz ben Badis en 1033 dans la ville de Annaba ;
- la Mosquée Sidi Abderrahmane est une mosquée  située à Alger construite sous le règne du Sultan d'El-Djazair, El Hadj Ahmed en 1695 dédiée au théologien Sidi Abderrahman et-Thaâlibi ;
- le Mausolée de Sidi Abderrahmane Et-Thaâlibi fondée par ce dernier en 1455 à Alger ;
- la Mosquée Sidi Ramdane est une mosquée ziride datant du Xe ou XIe siècle, elle changea de nom au XVIe siècle passant de Djamaa Kasba El Kedima au Djamâa Sidi Ramdane , Sidi Ramdane étant un marabout réputé ;
- Jamaa al-Jdid aussi appelé  « Mosquée de la Pêcherie » dû à sa proximité de la mer est une mosquée algérienne construite en 1660 ;
- la Mosquée du bey Mohamed el-Kébir est une mosquée algérienne construite par le Bey Mohamed el-Kébir après la reconquête d'Oran et Mers el-Kébir en 1792 ;
- la Mosquée Imam el-Houari est une mosquée algérienne construite sous le règne du Sultan d'El-Djazaïr Mohamed Ibn Othmane en 1799 en l'honneur de Imam el-Houari, le saint patron de la ville ;
- le Mausolée de Sidi Mhamed aussi dit Sidi Mhamed Bou Qobrine construit en 1791 sous le règne de Mohamed Ibn Othman en l'honneur du marabout Sidi M'hamed Bou Qobrine, l'homme aux deux tombeaux.
- Hôtel El Djazaïr est un hôtel 5 étoiles situé au cœur de la ville d'Alger. Ancien palais du Dey d'Alger, l'édifice a été transformé en hôtel en 1889 par des architectes britanniques[15].

L’art mauresque en Algérie était présent dans chaque ville algérienne mais à la suite de la colonisation française une grande partie de ce patrimoine a été détruite.

### En Espagne
- Les Palais nasrides de l'Alhambra, Les palais nasrides constituent un ensemble palatin destiné à la vie de cour des Nazaris, à l'intérieur de l'Alhambra de Grenade, en Andalousie.

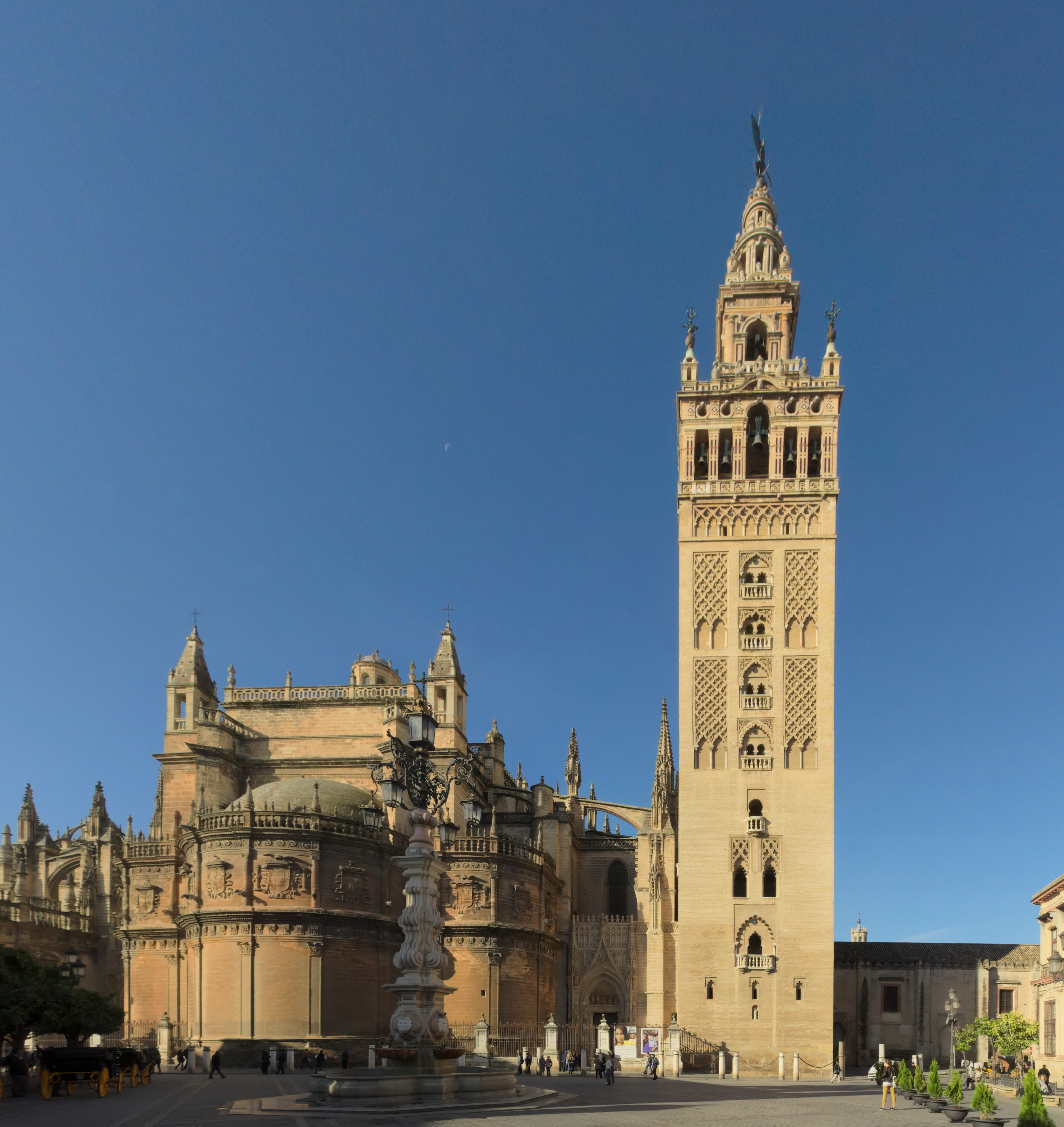
Cathédrale de Séville
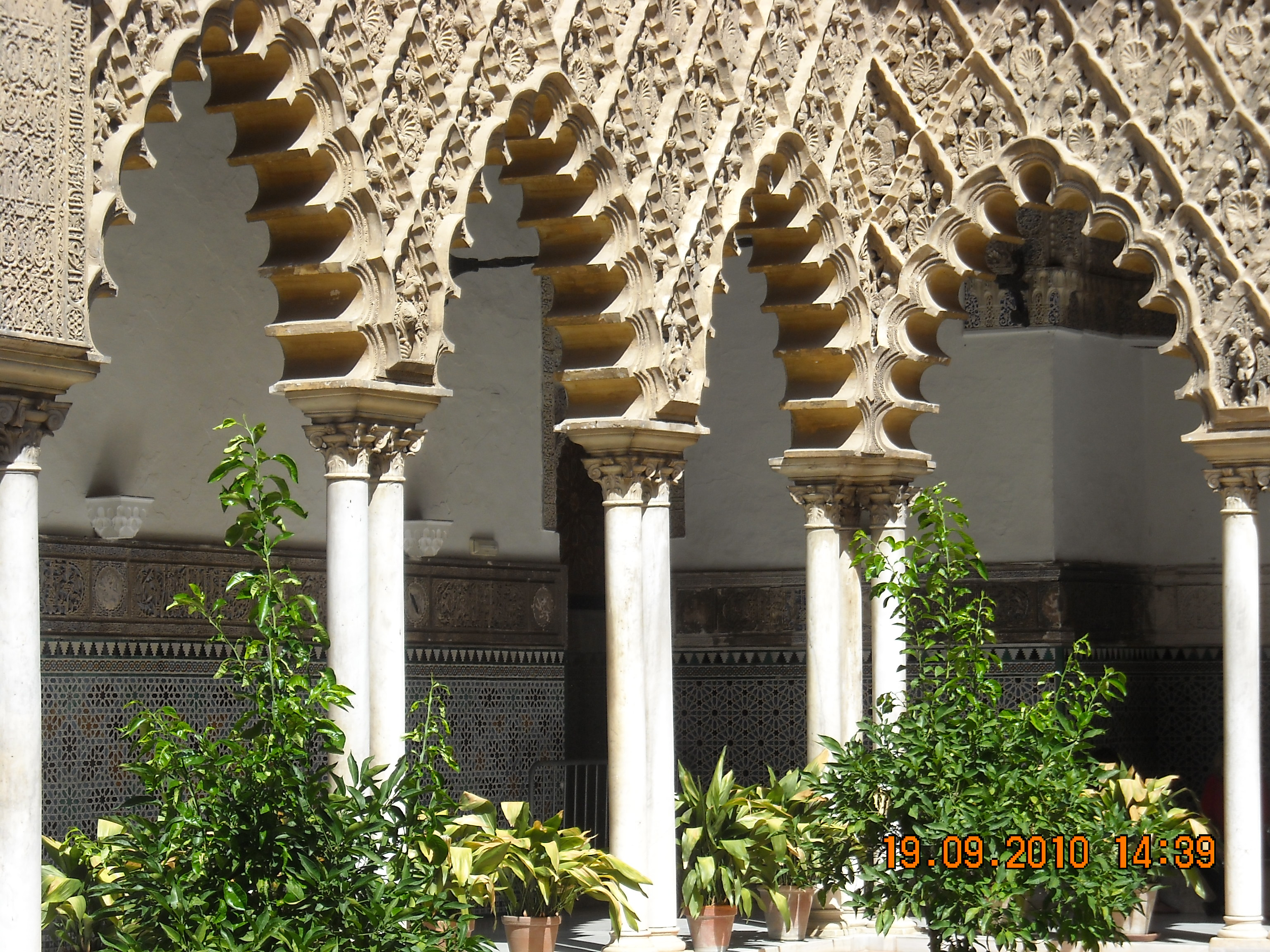
Alcazar de Séville
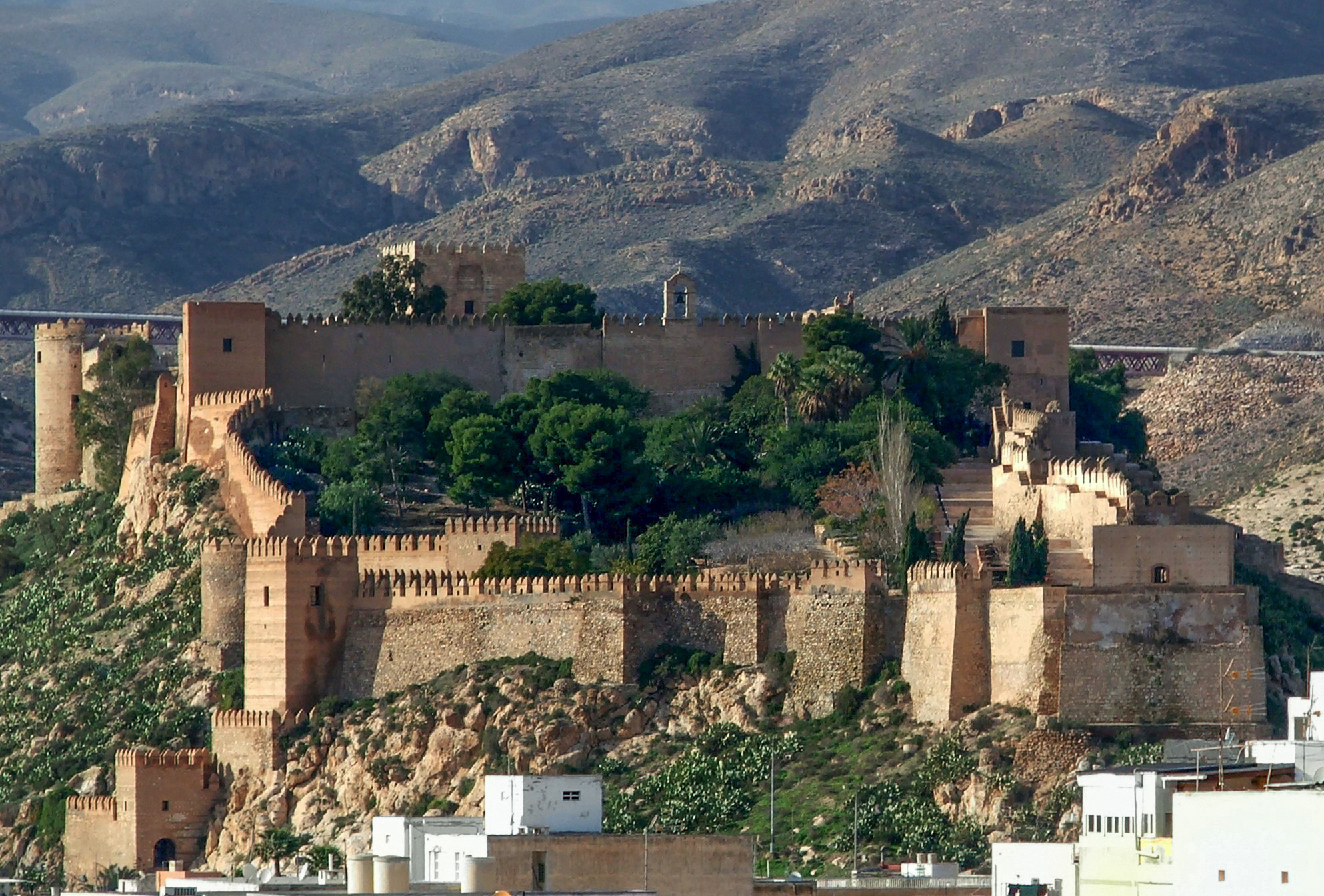
Alcazaba d'Alméria
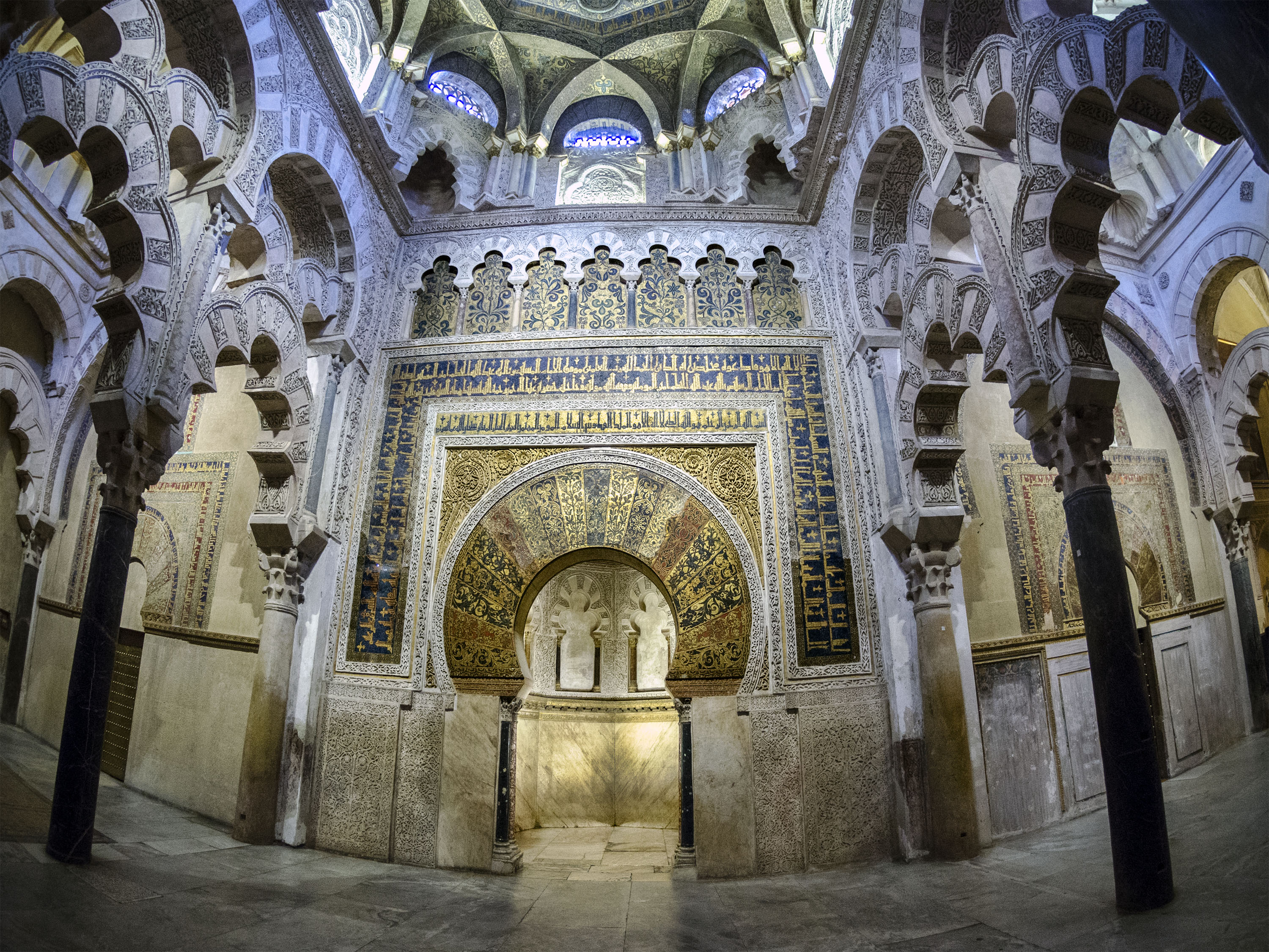
Mirhab de la mosquée de Cordoue
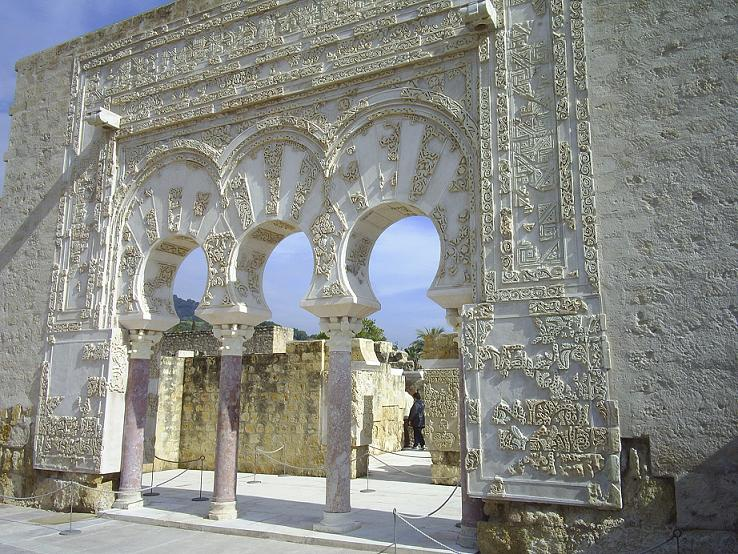
Porte du premier ministre, Medina Azahara
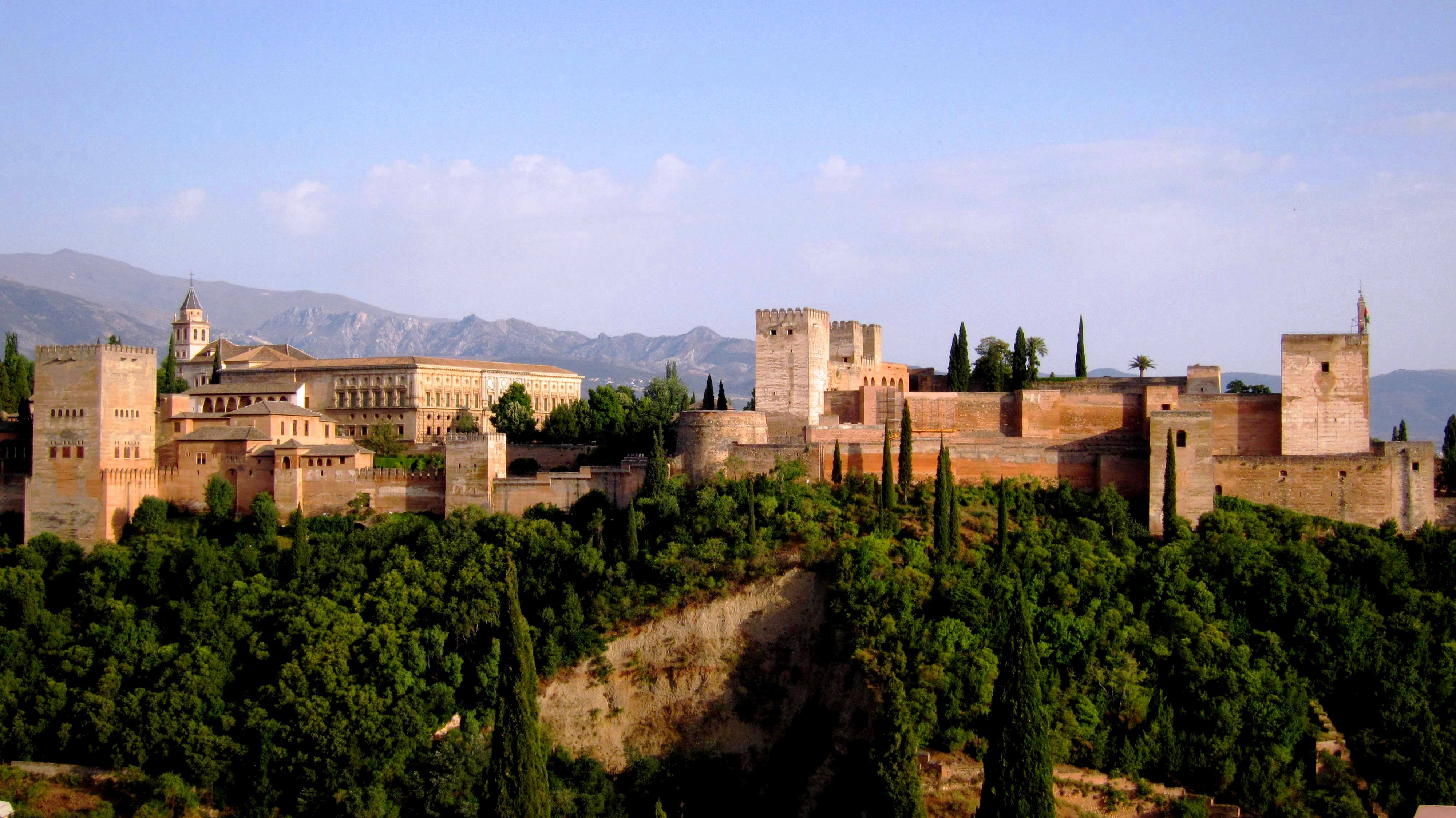
Alhambra de Grenade
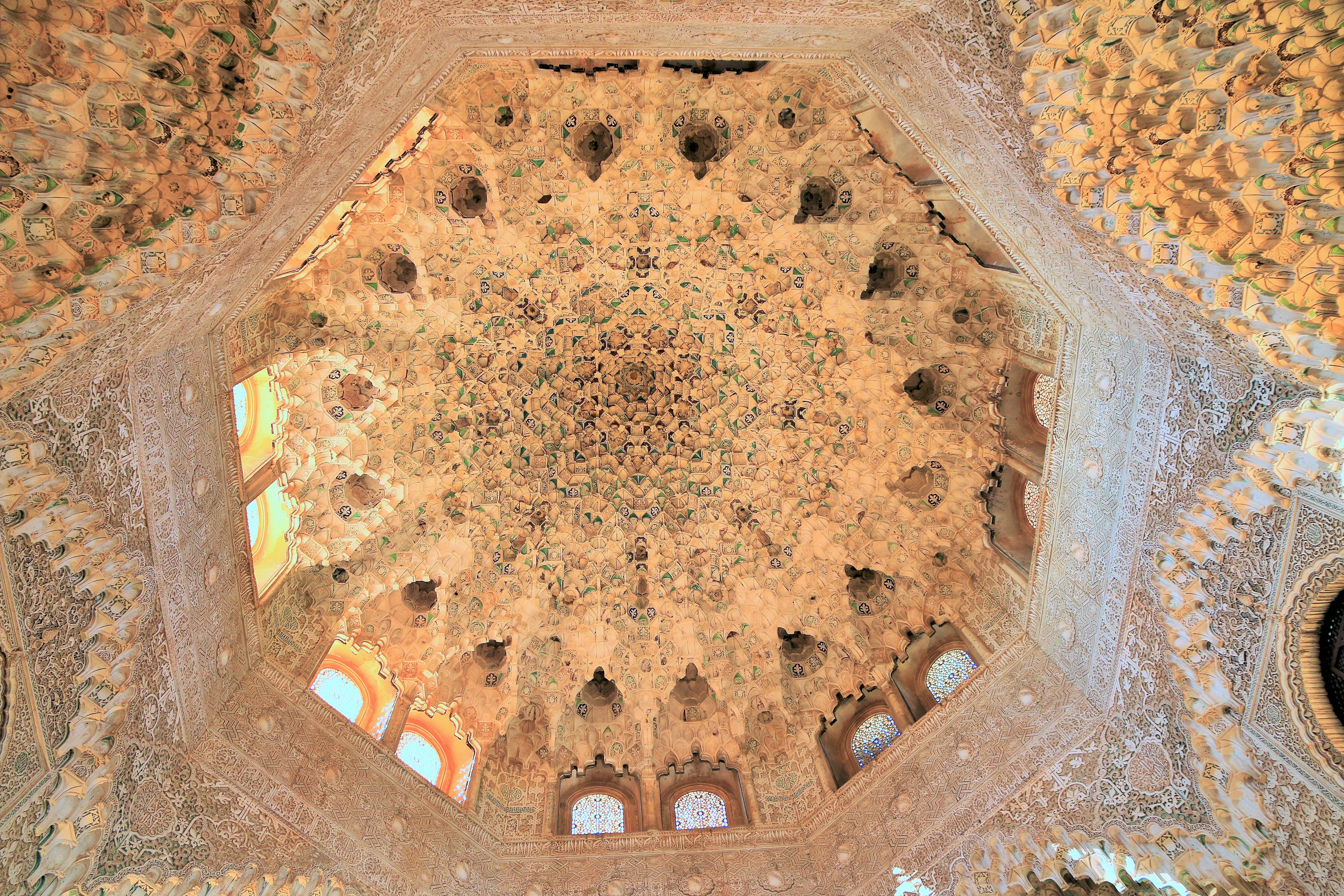
Alhambra de Grenade
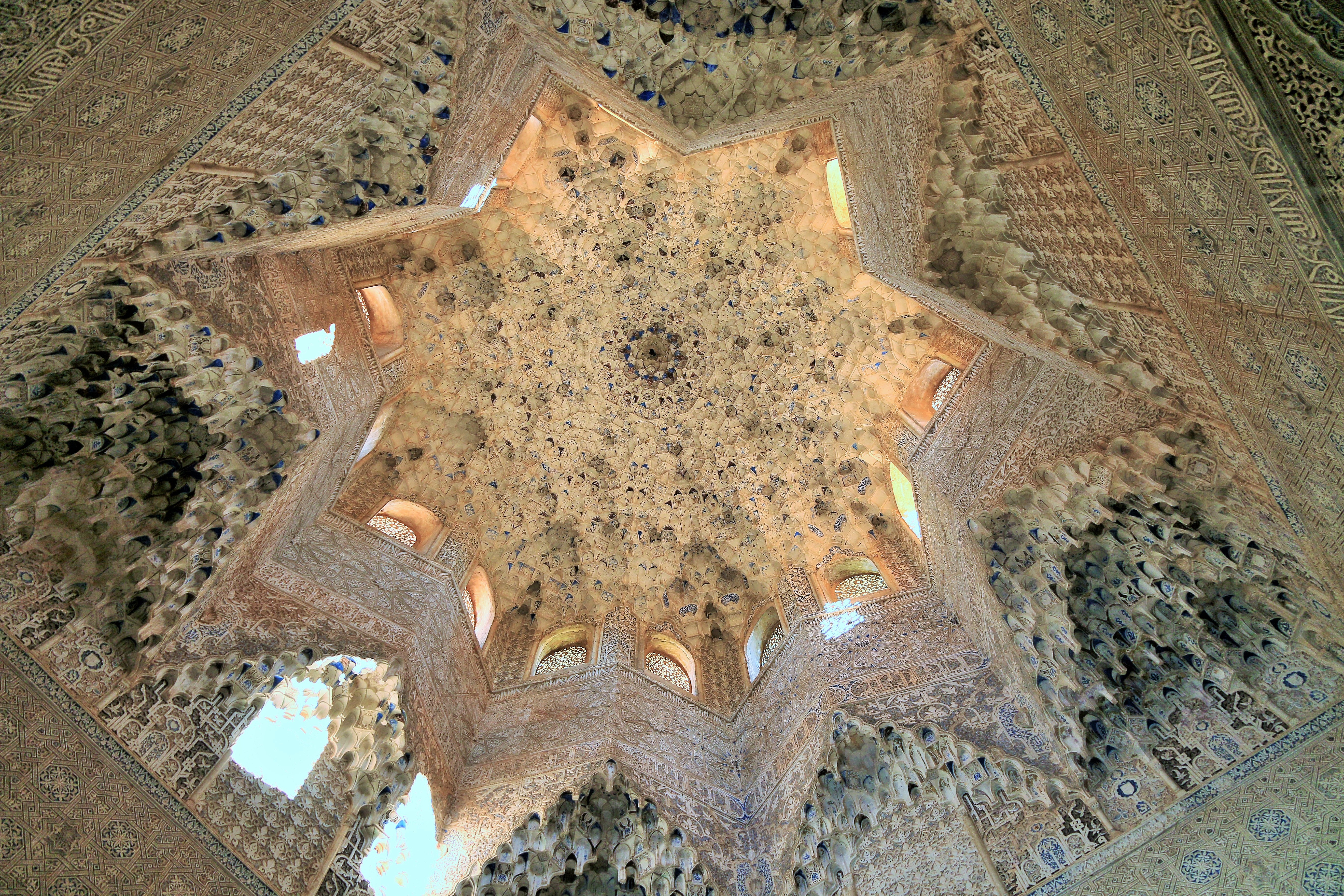
Alhambra de Grenade
Pavillon de la cour des lions, Alhambra de Grenade
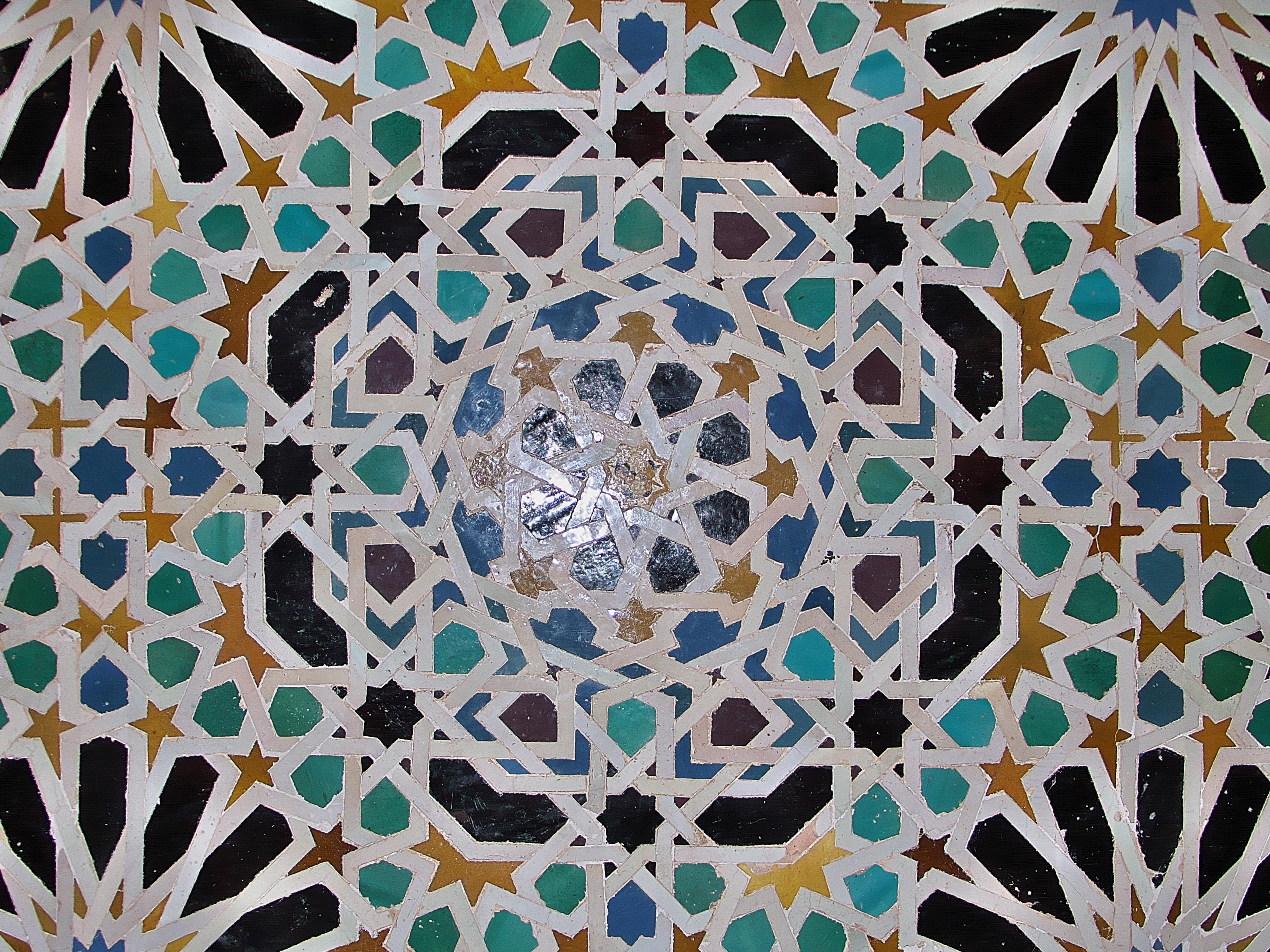
Carrelage de la salle Mexuar, Alhambra de Grenade

### Au Maroc
L'architecture mauresque se retrouve  dans plusieurs villes marocaines et plus spécifiquement dans les médinas du pays.
Celle-ci est visible aussi bien dans les mosquées historiques que sur les portes d'entrées des médinas. Les plus beaux exemples sont sans doutes dans les nombreuses médersas dispersées dans plusieurs villes comme Fès, Meknès, Marrakech, Salé et Oujda.
Pour ne citer que quelques exemples :
- la Médersa Bou Inania de Fès, une médersa mérinide fondée en 1350 par le sultan Abu Inan Faris ;
- la Médersa Ben Youssef, fondée par Abu al-Hasan ben Uthman, un mérinide. Mais dont la structure actuelle date de 1570, édifiée part les Saadiens ;
- la zaouia moulay Idriss 2, où repose celui-ci, considéré comme le fondateur de la ville de Fès ;
- la Médersa mérinide de Salé, la plus petite médersa du Maroc, édifiée par Abu al-Hasan ben Uthman en 1333 ;
- la Médersa mérinide de Oujda, édifiée par le Sultan Abu Ya'qub en 1335 ;
- Bab Mansour el Aleuj, porte d'entrée de la médina de Meknès, achevée en 1732 par Moulay Abdallah, fils du sultan Ismaïl ben Chérif ;
- la Medersa Bou Inania de Meknès, terminée en 1351, c'est une médersa mérinide édifiée par le sultan Abu Inan Faris ;
- la Médersa Attarine, construite en 1323 par le sultan mérinide Abou Saïd Othman ;
- l'Université Al Quaraouiyine, construite en 859, sous le règne de la dynastie Idrisside. Elle est fondée par Fatima al-Fihriya qui y aurait investi toute sa fortune. Elle est considérée comme la plus ancienne université dans le monde encore en activité par l'Organisation des Nations unies pour l'éducation, la science et la culture (UNESCO) ;
- la Médersa Cherratine, construite en 1670 par le sultan alaouite Rachid ben Chérif ;
- le Fondouk Nejjarine, construit au XVIIIe siècle sous les Alaouites, il servait à l'accueil, la restauration et l'hébergement des marchands venant de l'intérieur du royaume ;
- le Palais de la Bahia, à Marrakech, un des monuments majeurs du patrimoine culturel du pays. Commencé en 1866 part le grand Vizir de Hassan ben Mohammed, à savoir Si Moussa ;
- les Tombeaux saadiens de Marrakech datent de l'époque du sultan Ahmed al-Mansour au XVIe siècle. Ce mausolée somptueux abrite une soixantaine de Saadiens ;
- la Medersa Sahrij à Fès, édifiée par le souverain mérinide Abu al-Hasan ben Uthman, en 1321 ;
- la Médersa Seffarine, construite en 1271, par le sultan mérinide Abu Yusuf Yaqub ben Abd al-Haqq à Fès ;
- la nécropole Mérinide dans le Chellah à Rabat, achevée en 1339 par Abu al-Hasan ben Uthman.

### En Tunisie
- La Medina de Tunis
- La ville de Testour

### Autres régions
- Médina de Naples